# ليوبولد ليشتنبرغ
ليوبولد ليشتنبرغ (بالإنجليزية: Leopold Lichtenberg)‏ هو عازف كمان أمريكي، ولد في 22 نوفمبر 1861 في سان فرانسيسكو في الولايات المتحدة، وتوفي في 16 مايو 1935 في بروكلين في الولايات المتحدة.

## وصلات خارجية
- ليوبولد ليشتنبرغ على موقع ميوزك برينز (الإنجليزية)